# Giuseppe Oronzo Giannuzzi
Giuseppe Oronzo Giannuzzi (Altamura, 16 marzo 1838 – Siena, 8 marzo 1876) è stato un fisiologo italiano.
()
La sua scoperta di maggior rilievo è di certo quella dei corpi semilunari, o semilune, o lunule: formazioni cellulari che si trovano nelle ghiandole salivari sottomandibolari. Subito dopo la laurea in Medicina conseguita a Pisa nel 1861, studia a Parigi nel laboratorio di Claude Bernard; nel 1864 si sposta a Berlino alla scuola di Rudolf Virchow sotto la guida di Wilhelm Kühne. È anche a Lipsia nel laboratorio di C. Ludwig.
È stato professore di fisiologia sperimentale presso l'Università degli Studi di Siena dove ha condotto ricerche originali e ha fondato la Rivista scientifica, di cui è stato il direttore.

## Biografia

### I primi anni e gli studi universitari

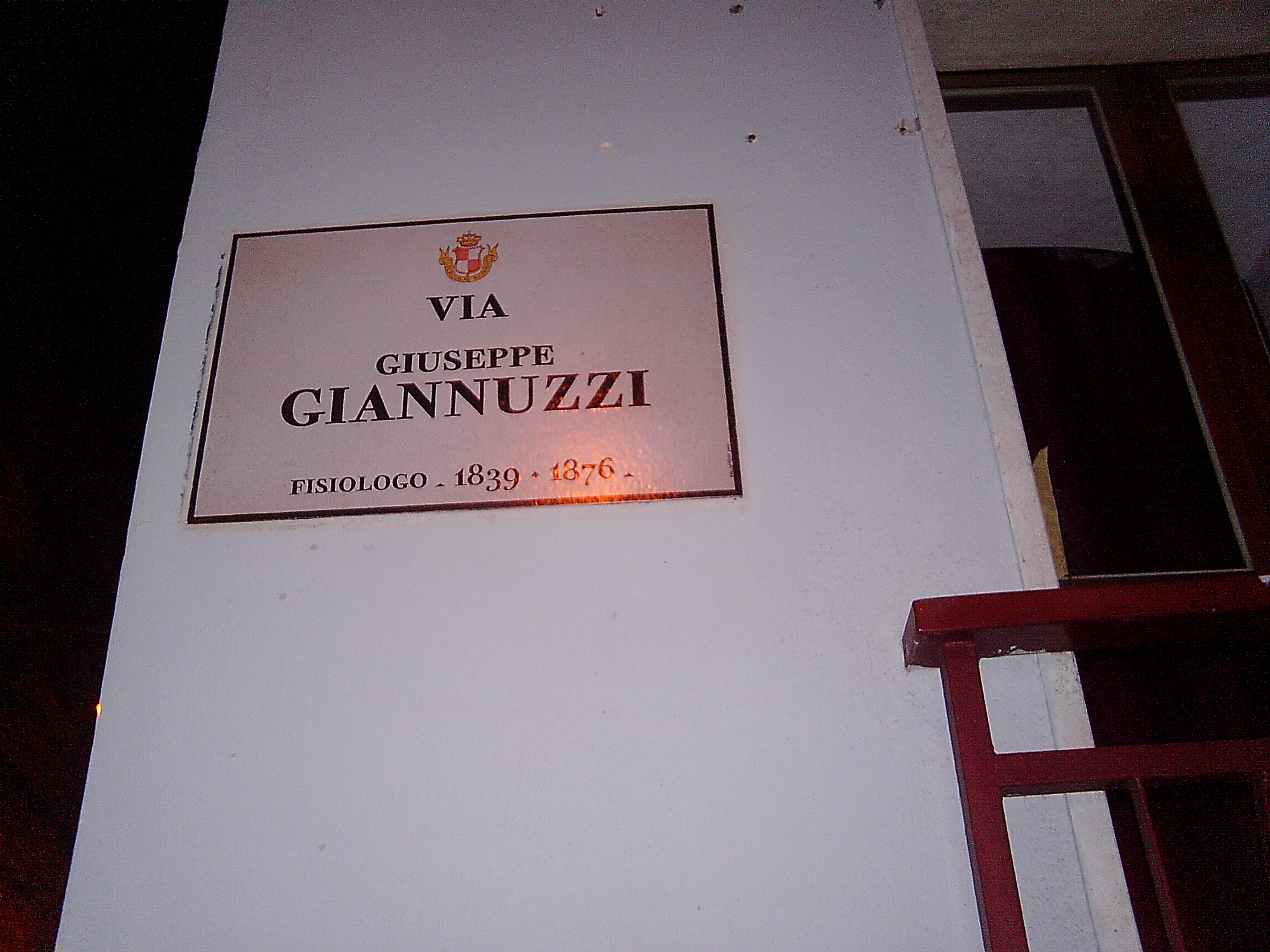
Via Giuseppe Giannuzzi

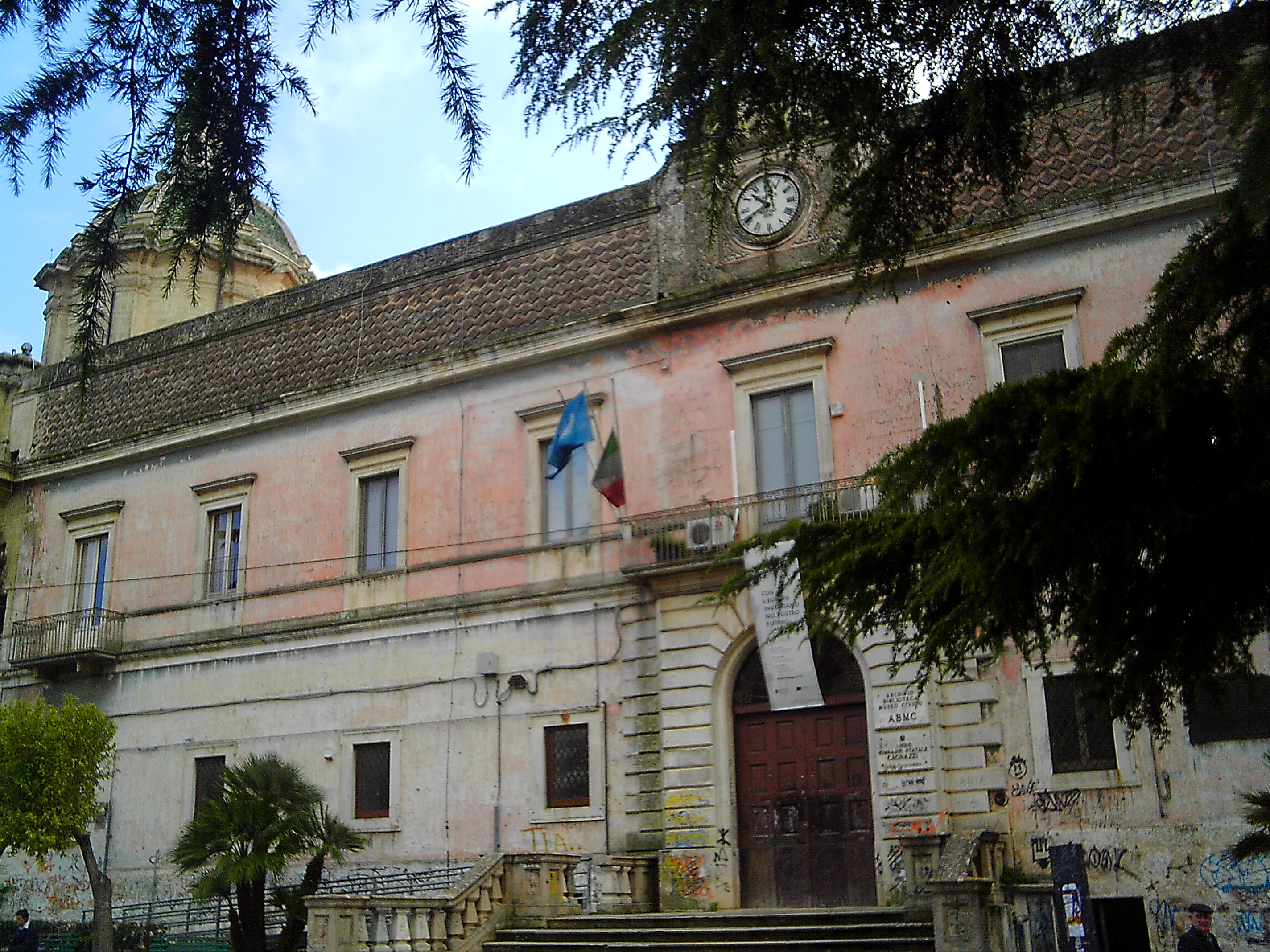
"Seminario e Collegio Cagnazzi" frequentato da Giannuzzi, oggi sede del Liceo classico di Altamura

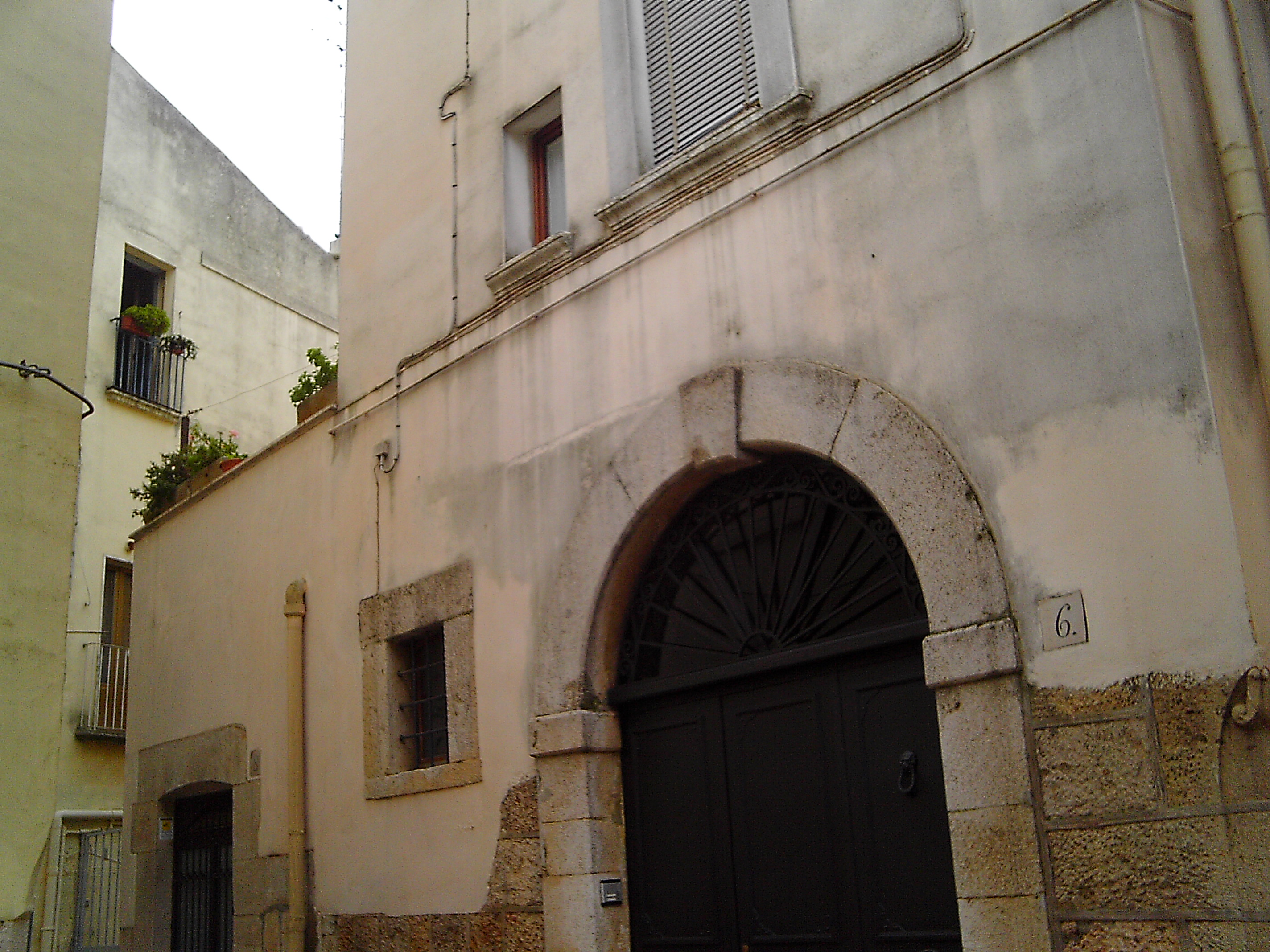
Casa in cui è vissuto Giannuzzi ad Altamura

Nato ad Altamura da una famiglia illustre e con una propensione alle discipline scientifiche. Gli fu dato il doppio nome di Giuseppe Oronzo per onorare e insieme distinguerlo dall'omonimo Giuseppe Giannuzzi, chirurgo di Altamura, morto un anno dopo la sua nascita.
Il padre Ottavio Giannuzzi era notaio e risiedeva con la moglie Vitanicola Simone in via S. Cristo n. 8, oggi rinominata e dedicata al fisiologo che qui ha trascorso l'infanzia fino all'età di 18 anni. Giannuzzi conduce a termine gli studi preuniversitari primari e secondari presso il “Seminario e Collegio Cagnazzi” (oggi sede del liceo classico), distinguendosi per una forza di volontà “di molto superiore a quella della comune gente”. Nonostante parenti e insegnanti lo sollecitassero a seguire la carriera ecclesiastica come molti suoi amici, a diciannove anni lascia il Seminario dove era entrato dopo il liceo in vista di una non voluta carriera ecclesiastica.
Vincenzo Chierico, compagno di studi e amico d'infanzia di Giannuzzi, ricorda che “sollecitato dai congiunti e superiori a prendere la carriera ecclesiastica, invitato dall'esempio di parecchi compagni che s'inoltravano già per quella via, egli oppose sempre un no risoluto, come una risoluzione di uomo maturo che abbia chiara coscienza della sua missione”.
Dopo una breve permanenza a Napoli, va a studiare medicina all'Università di Pisa, in cui è ammesso il 10 novembre 1857 e dove compie l'intero ciclo di studi superando gli esami previsti con plauso unanime delle rispettive commissioni.
Il 30 giugno 1858 supera l'esame di Baccelliere in Medicina e Chirurgia per l'ammissione al II anno, il 6 giugno 1859 ottiene il passaggio al III anno, il 9 giugno 1860 ottiene il passaggio al IV anno superando gli esami di Anatomia umana e comparata, Fisiologia e Chimica farmaceutica, il 17 novembre 1860 ottiene il passaggio al V anno superando gli esami di Patologia generale, di Chirurgica, di Materia medica, di Igiene.
Si laurea il 22 giugno 1861, a 24 anni, discutendo la tesi con Vincenzo Centofanti, professore di Ostetricia, fratello di Silvestro Centofanti, uomo politico e letterato italiano dei primi anni dell'800. Come si legge nella registrazione della laurea: “Adì 22 giugno 1861. Il Sig. Giuseppe di Ottavio Giannuzzi di Altamura, si dottorò in Medicina e Chirurgia decretò Monsignore Vicario Luigi Della Fanteria, laureò il Sig.re Prof. Vincenzo Centofanti, erogò il Cancelliere Arc. Sig. Dott. Pietro Donati”.
Tuttavia l'attività di medico pratico è stata ridotta e forse fatta esclusivamente nel periodo delle vacanze estive come usuale un tempo per scarsità di medici.
In questa Giannuzzi, consapevole del potere guaritore della natura, segue un orientamento ippocratico secondo cui il medico non guarisce ma aiuta a guarire.
Riguardo a ciò, V. Chierico ricorda:  “La sua faccia austera e malinconica diventava più piacevole, e con la parola e le speranze e i conforti un potente refrigerio infondeva nell'animo del sofferente". Assiduo nelle visite, diligente nell'esplorare tutti i fenomeni del morbo, discreto nell'uso delle medicine, adoperandole non pure in rapporto alla malattia speciale, ma più ancora all'indole dell'ammalato e lasciando molto alla natura che per vero, è il medico più valoroso” .

### Le esperienze all'estero
Poco prima della laurea riesce a ottenere, dopo aver superato un apposito esame, un posto di medicheria negli Spedali riuniti di Pisa, titolo che gli sarà utile per conseguire uno dei primi Decreti del recente Regno d'Italia che gli consentirà di frequentare le più prestigiose scuole di medicina d'Europa. Già nel dicembre del 1861, pochi mesi dopo la laurea, è a Parigi nel laboratorio di Claude Bernard, nel quale rimane fino al 1863 lavorando sperimentalmente su temi cari al fisiologo francese e dando alla luce, nel gennaio dello stesso anno, tre memorie sui nervi motori della vescica (inizialmente in francese, solo dopo in italiano).
Dopo il proficuo soggiorno parigino, che gli consente di conoscere anche il celebre clinico Charles Edouard Brown Sèquard (1817-1894), nell'estate del 1863, nonostante le difficoltà dovute alla mancanza di fondi del Governo italiano e grazie al sostegno economico dello zio Pietro, si reca a Berlino, nell'istituto di Rudolf Virchow dove lavora sotto la guida di Wilhelm Kühne, e poi a Lipsia nel laboratorio di Carl Ludwig, due dei maggiori fisiologi tedeschi. Questi anni sono fondamentali per la crescita umana e professionale del giovane Giannuzzi che qui conosce colui che sarebbe diventato suo successore sulla cattedra senese e poi maestro indiscusso a Roma, Luigi Luciani. È infatti proprio in questi anni, nel 1865, che egli pubblica la più importante fra le sue opere, nella quale descrive le formazioni semilunari alle quali è ancora oggi legato il suo nome.

### Il ritorno in Italia
Completato il periodo dedicato allo studio nei più importanti laboratori dell'epoca, Giannuzzi, carico di un'inusuale esperienza per un giovane medico, decide di tornare in Italia e di dedicarsi interamente alla fisiologia, seguendo i più moderni indirizzi conferiti alla disciplina dalla interdisciplinarità con la fisica e la chimica, in virtù di una costante attività di sperimentazione.
Appena ritornato, frequenta, all'Istituto superiore di Firenze, il laboratorio di Moritz Schiff, il fisiologo tedesco esule in Italia per aver attivamente partecipato ai moti rivoluzionari del 1848, interessandosi, come quest'ultimo, agli studi sul sistema nervoso.

### La carriera accademica
Già il 5 aprile 1866 è a Siena come aiuto alla cattedra di zoologia e anatomia comparata tenuta dall'anatomico Atto Tigri. Nel novembre dello stesso anno inizia la sua carriera quale professore straordinario di Fisiologia nell'Università degli Studi di Siena, considerata “università minore” dopo la Legge Matteucci del 1862 e perciò costretta a sopravvivere nonostante i pochissimi fondi destinatigli dal governo. Gli insufficienti contributi ministeriali provocano un forte calo del numero di iscritti all'università toscana e rendono impossibile il confronto con i più moderni e attrezzati laboratori d'Europa, costringendo il Giannuzzi a fare ricerca in condizioni estreme.
Come si può leggere in una lettera a Corrado Tommasi Crudeli: “Non ho mai creduto che esclusivamente coi grandi mezzi si può far progredire la scienza; è però indubitato che lo stato attuale del gabinetto fisiologico dell'	Università Senese, nel quale manca perfino una bilancia di precisione e per fare un'analisi bisogna ricorrere al laboratorio di chimica, è tale da mettere in imbarazzo e da paralizzare l'attività anche degli uomini di mente la più eletta e non povera come la mia. Ecco, caro amico, con quali difficoltà combatto da circa due lustri; in essi quante speranze, quante illusioni non sono svanite!”.
Nonostante un laboratorio male attrezzato che poteva vantare a mala pena un microscopio, privo di personale e ancor più di risorse finanziarie, il Giannuzzi non si dà per vinto e inizia a lavorare e insegnare introducendo anche sostanziali modifiche. Divide il corso in due anni, il II e il III, trattando nel primo la “vita vegetativa” e nel secondo la “vita animale”, facendo fare ai suoi pochi studenti molteplici esercitazioni pratiche di istologia, disciplina che amava particolarmente. Elimina i vecchi testi a favore di più recenti traduzioni di classici francesi e tedeschi.
Il 6 dicembre 1866 è nominato all'unanimità Socio ordinario dell'Accademia dei Fisiocritici, per la quale lavorerà attivamente. Il 1869 è per il Giannuzzi un anno pieno di soddisfazioni nonostante, l'anno precedente, avesse perduto il padre. Il 12 luglio infatti viene nominato professore ordinario di Fisiologia dell'Università di Siena e direttore del relativo Gabinetto. Nello stesso anno è insignito del titolo di Cavaliere dell'Ordine della Corona d'Italia e fonda un nuovo giornale, la “Rivista Scientifica”, di cui è direttore. Raggiunta la sicurezza economica e la stabilità accademica, il 4 novembre 1869 sposa, nella chiesa di S. Andrea a Siena, Giustina Mocenni, diciottenne, figlia del Cav. Alessandro, ricco proprietario terriero, e della nobile Caterina Landi, nonostante nove anni prima avesse scritto alla madre che le donne toscane “per quello che ho visto, in generale sono brutte e poi il tipo loro non mi piace affatto”.
Si stabilì a Siena in via di Città n. 8, di fronte alla Costarella che dà sul Campo.
Gli importanti contatti con l'estero in virtù delle sue esperienze giovanili, gli consentono di diffondere i propri risultati e di confrontarsi con i maggiori fisiologi dell'epoca.
Rilevante è il rapporto con Claude Bernard che mostra profondo apprezzamento per gli studi che Giannuzzi effettua sul pancreas, tanto che comunica, all'Accademia francese delle scienze, le conclusioni tratte dal Giannuzzi; quest'ultimo infatti, nonostante un laboratorio mal attrezzato, giunge agli stessi risultati dei suoi colleghi più noti Langerhans e Wilhelm Kühne.
“È questa una delle più belle prove che stanno contro l'asserzione di coloro, che in pieno meriggio del secolo decimonono credono poco a quello che ci fa vedere il microscopio! Il difetto non sta nello strumento; ma nel modo d'osservare, e nei preconcetti dai quali sono animati molti osservatori”.
Tuttavia a causa della scarsezza dei mezzi a sua disposizione, chiede di essere nominato ordinario di Anatomia nelle più prestigiose Università di Napoli e Torino.
Nonostante si classifichi primo in ben due concorsi per la cattedra piemontese, gli viene preferito, entrambe le volte, il terzo in graduatoria, il prof. Delorenzi.
Tale vicenda è accolta con sdegno dal futuro Ministro della Pubblica Istruzione Corrado Tommasi Crudeli, molto amico del Giannuzzi che gli dedica una sua opera, il quale si dimette in segno di protesta da membro del Consiglio superiore della PI.
La vicenda getta nello sconforto il Giannuzzi, inducendolo a considerare l'accaduto come disconoscimento dei propri meriti scientifici.
“Con la nomina del Delorenzi non sappiamo quanto giustizia sia stata fatta dal Ministero, è certo che è stato preferito a chi in due concorsi era stato messo avanti. Infino a che la lotta era viva, per lasciare libero il corso alla giustizia, noi abbiamo taciuto; ma ora che siamo avanti a un fatto compiuto e contro l'aspettativa di tutti, non possiamo far almeno di deplorarlo.”.

### Gli ultimi anni
Giannuzzi, chiuso nel silenzio del suo Gabinetto, con i pochi mezzi a sua disposizione, continua a lavorare, insieme al suo ex-studente Giovanni Bufalini, sulla struttura del pancreas, sulla bile, sulla trasfusione del sangue in specie diverse, sul sistema nervoso simpatico e pubblica i risultati sulla “Rivista Scientifica” e sugli “Atti dell'Accademia”.
È chiamato a collaborare, come direttore di una sezione, alla grande Enciclopedia Medica Italiana della Vallardi.
Nel primo volume redige la voce “Alimenti”; in circa venti pagine espone le conoscenze ultime della chimica e della fisiologia della nutrizione.
Negli anni 1874-1875, si dedica a argomenti più pratici quali quelli “Dell'influenza della temperatura dell'ambiente sulla cura delle ferite” e pubblica varie osservazioni circa il problema delle trasfusioni.

### Il “giallo” della morte

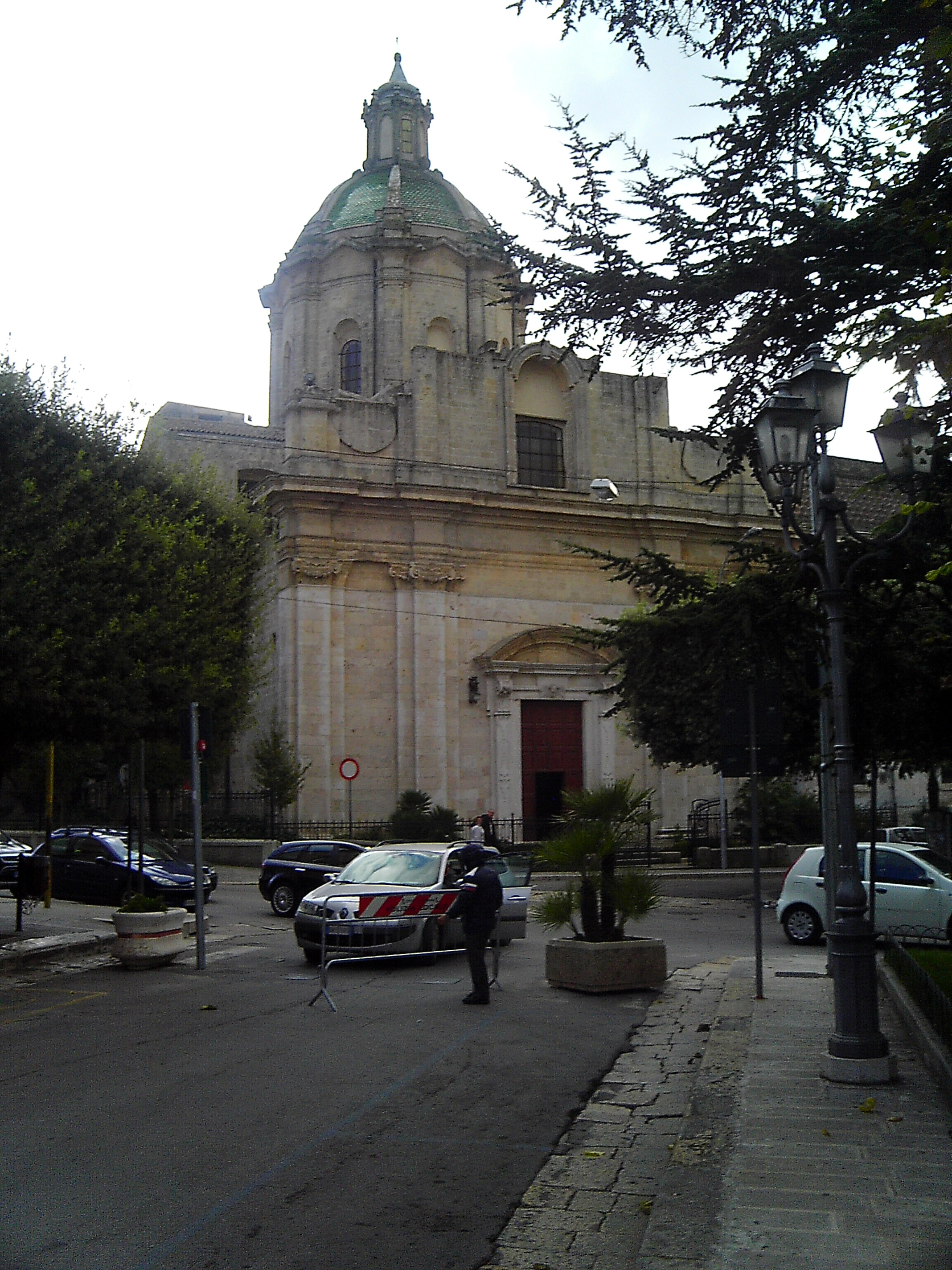
Chiesa di San Domenico ad Altamura dove si sono tenuti i funerali di Giannuzzi

Nel novembre del 1875 inizia la consueta attività di professore di Fisiologia ma il 19 gennaio, a causa di una presunta malattia all'apparato digerente, si fa sostituire dal caro assistente Giovanni Bufalini.
A pochi giorni dal suo trentottesimo compleanno, l'8 marzo 1876 muore alle tre del mattino.
L'indomani, la salma del Giannuzzi è accompagnata al Camposanto monumentale di Siena. Sono presenti il Prefetto in rappresentanza del Governo, il Sindaco e altre autorità, la Facoltà medica chirurgica, l'Accademia dei fisiocritici, rappresentanti dell'Università di Pisa e dell'Istituto Superiore di Firenze fra cui il prof. Moritz Schiff, che, per quanto sofferente, si reca personalmente per porgere l'estremo saluto al suo collega e aiuto. La notizia della morte del Giannuzzi giunge ad Altamura, sua terra natale, poche settimane dopo.
Per ricordarlo, il 30 marzo 1876, nella chiesa di San Domenico, la città organizza una cerimonia funebre alla quale partecipa la cittadinanza, le autorità locali, i professori e tutti gli alunni del Collegio “Cagnazzi”, frequentato in gioventù dallo stesso fisiologo. Tuttavia appena tre giorni dopo il decesso, la salma di Giannuzzi viene riesumata e sottoposta ad autopsia a seguito di un rapporto del Procuratore del Re.
La perizia chimico giudiziaria eseguita dal prof. Selmi di Bologna non esclude che la morte sia avvenuta per cause non naturali.
Il 24 ottobre infatti il Procuratore prosegue l'istruttoria e arresta la moglie Giustina e Claudio Corsi, un falegname trentaduenne, accusati di “omicidio premeditato”.
Il 28 giugno viene ordinata una nuova perizia giudiziaria con nuova esumazione e nel dicembre gli imputati ottengono libertà provvisoria.
Solo il 14 giugno 1879 l'istruttoria viene chiusa con un “non luogo a procedere” e la pratica viene archiviata.
Pochi giorni dopo Giustina Mocenni emigra dal Comune di Siena.Era sorella del ministro della guerra Stanislao Mocenni.

## Dediche e riconoscimenti

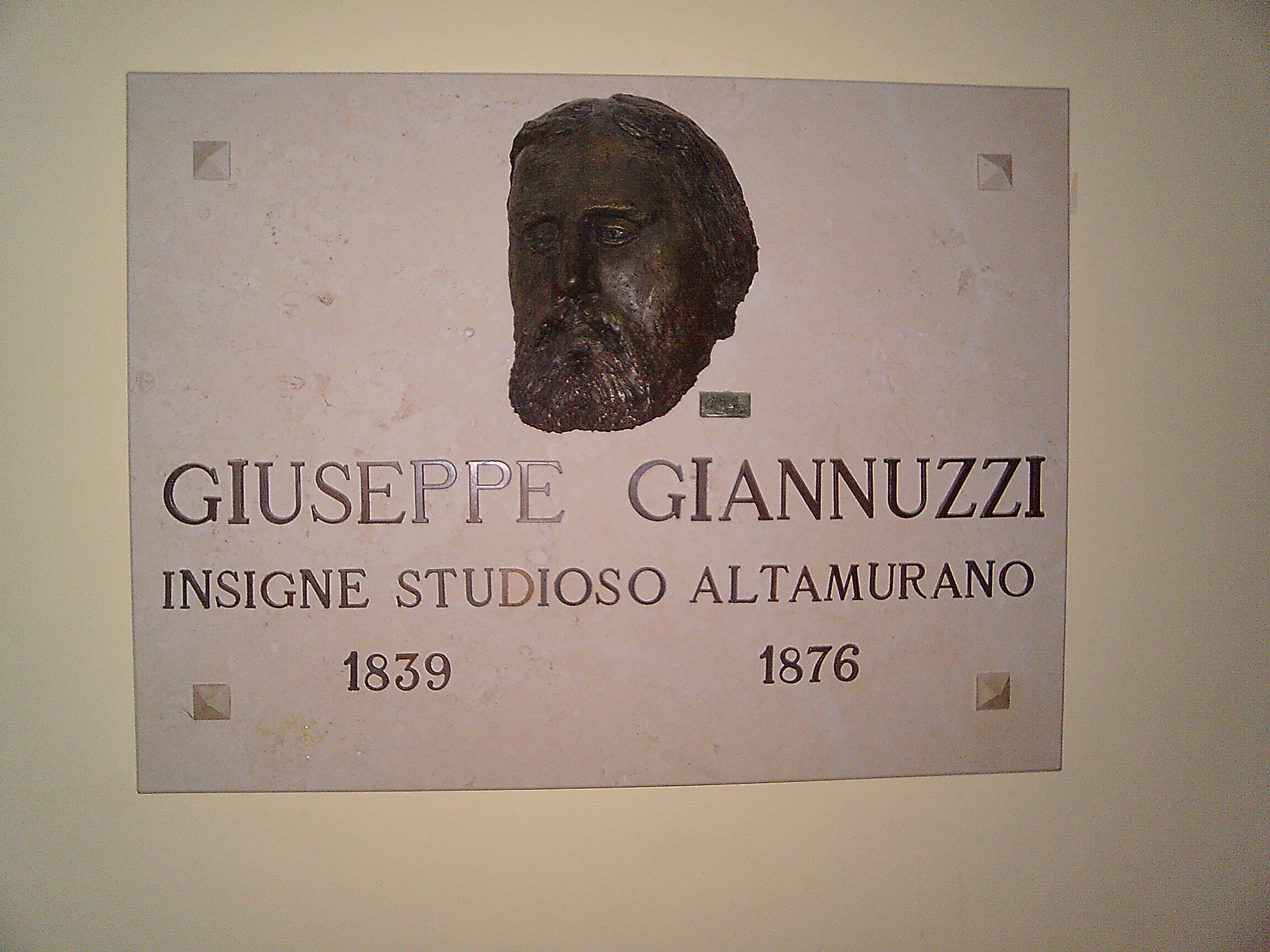
Targa dedicata al Giannuzzi nel reparto di ginecologia dell'ospedale di Altamura

Il comune di Siena, in segno di riconoscenza, gli ha dedicato un monumento al cimitero: “Al Cav. Prof. Giuseppe Giannuzzi nato in Altamura morto in Siena di XXXVII anni l'ottavo di Marzo MDCCCLXXVI ordinario di fisiologia nel pubblico studio ove si acquistò la fama che gli presagirono i dotti a Lipsia e a Parigi prima che ventottenne fosse assunto alla cattedra”.

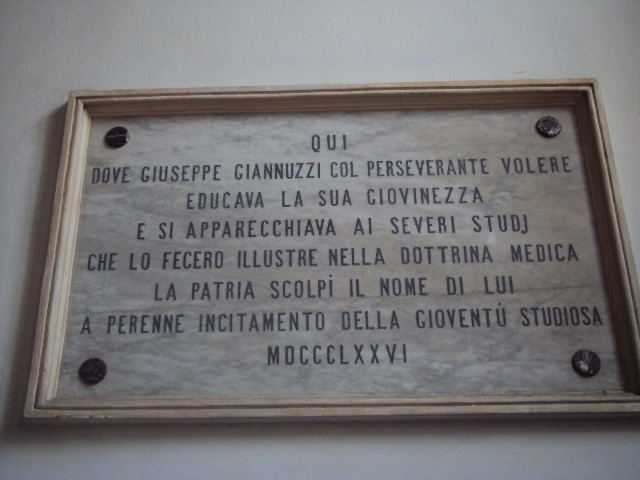
Epigrafe su una lapide posta all'interno del Liceo classico di Altamura

All'interno del Liceo classico di Altamura che lo ha formato si trova una lapide: “Qui dove Giuseppe Giannuzzi col perseverante volere educava la sua giovinezza e si apparecchiava ai severi studj che lo fecero illustre nella dottrina medica la patria scolpì il nome di lui a perenne incitamento della gioventù studiosa MDCCCLXXVI”.
Inoltre per gli studi sul sistema nervoso è stato istituito un “Premio Giuseppe Giannuzzi”.
La prima commemorazione ufficiale con l'elenco delle pubblicazioni è stata fatta da Pietro Albertoni, successore di Giannuzzi della cattedra di Fisiologia a Siena.
Quasi contemporaneamente Vincenzo Chierico, professore di letteratura italiana nel Collegio “Cagnazzi” di Altamura, pubblica l'“Elogio funebre del Cav. Giuseppe Giannuzzi”, che lo stesso Chierico recita in occasione della messa di commiato nella chiesa di S. Domenico il 30 marzo 1876.
Infine nel reparto di ginecologia dell'ospedale di Altamura è stata dedicata al Giannuzzi una targa che lo ricorda; tuttavia in quest'ultima il Giannuzzi risulta essere nato nel 1839 mentre, come è scritto nel testo pubblicato da Vincenzo Busacchi,da C. Ricci, dal registro delle nascite di Altamura e dal certificato di nascita presentato per l'ammissione all'Università di Pisa: "Marzo 1838. Li 19 da me Par.co Can.co Giambat.a Sorice è stato battezzato Giuseppe Oronzo Giannuzzi, figlio de coniugi D. Ottavio, e D. Vitanicola Simone, nato li 16 ad ore 17 lo tenne al S.F. D. Leonardo Griffi". La data del 16 marzo 1838 è confermata anche nel registro delle nascite del Comune di Altamura.
La data di nascita del fisiologo va quindi corretta al 1838 sia nella targa presente nell'ospedale di Altamura che in quella che indica la via a lui dedicata.

## L'influenza nel mondo scientifico
Luigi Luciani (1840-1919), uno dei più importanti maestri di fisiologia sperimentale, nel suo trattato “Fisiologia dell'uomo” (1901) riprende continuamente le osservazioni e i risultati a cui era giunto Giannuzzi.
G. Lambertini, che è stato anatomico a Napoli, parla del Giannuzzi nel suo Dizionario anatomico ormai quasi introvabile. Più tardi, nel 1940, il fisiologo G. Brugi (1904-1944) illustra l'opera anatomica di Giannuzzi. Altri istologi confermano la scoperta delle semilune, come Albert von Kölliker (1817-1905) e Rudolf Heidenhain (1834-1897). Le semilune del Giannuzzi, chiamate anche “lunule”, sono infatti nel novero delle cognizioni scientifiche più sicure. Furono battezzate dal fisiologo Michele Mitolo “capillari del Giannuzzi” o “corpi semilunari”.

## Le ragioni dell'oblio
Le sue opere, così come le sue ricerche più accurate (si pensi alle semilune che portano il suo nome), sono state ben presto dimenticate dalla comunità scientifica. Le ragioni del lento oblio si devono imputare non solo alla breve vita accademica del Giannuzzi.
Nel 1975 I. R. Garrett del King's College Hospital di Londra pubblica un breve scritto sulla secrezione delle ghiandole salivari e una breve storia della saliva.
A pagina 557 attribuisce l'opera del Giannuzzi sulle semilune delle ghiandole sottomandibolari a R. Heidhenhain, trascurando completamente il lavoro del fisiologo pugliese.
A una lettera di chiarimento inviata dal prof. Busacchi, presidente della "Società Italiana di Storia della Medicina", il Garrett confessa di non conoscere le opere del Giannuzzi.
Già M. Heidhenhain nell'“Handbuch der Anatomie des Menschen”, diretto da Karl von Bardeleben ed edito dal 1896 al 1915, curò nel 1907 il volume “Protoplasma e cellula” che tratta dei fondamenti dell'anatomia microscopica. Quali autori di importanti scoperte lo stesso cita R. Heidenhain, Grutzner, Ebstein, Lavdowsky, ma non viene mai citato il Giannuzzi. In un capitolo del Manuale di Fisiologia diretto da Ludimar Hermann (Lipsia, 1883) è presente a pagina 20 una figura, rappresentante le semilune, nella cui didascalia si legge: “Orbitaldruse des Hundes. Acini mit Randzallen (lunalae Giannuzzi)”.
In seguito, nel 1907, nel trattato diretto da von Bardeleben a pagina 338 ricompare la medesima figura dalla cui didascalia è scomparso il nome di Giannuzzi.
È inoltre da ricordare che nelle sue ricerche del 1865, il Giannuzzi ,oltre ad aver individuato le già citate lunulae, descrive dei canalicoli nella ghiandola mammaria e nel pancreas. Il Saviotti e il Langerhans confermano queste ricerche sul pancreas nel 1869. Tuttavia oggi si tende ad attribuire questi studi del Giannuzzi al Langerhans, il noto scopritore delle isole pancreatiche.

## Le opere maggiori
- “Recherches physiologiques sur les nefs moteurs de la vessie.” Comptes rendus de l'Academie des Sciences de Paris, 1863
- “Die Eirnwirkung der Eiverisskorper au Wasserstoffhyperoxid”. Virchows' Archiv, Berlin, 1864
- “Von der Folgen des beschleunigten Blutstroms fur die Absorderung des Speichels”, Gasellscharft der Wissenschaften. Mathem. Physische Klasse, Sitzung 27 novembre 1865
- “Contribuzione alla conoscenza dell'intima struttura del pancreas (I tavola a colori)”, Comunicazione fatta alla R. Accad. dei fisiocratici il 1º agosto 1869 e Comptes rendus de l'Academie des Sciences de Paris 1869
- “Di alcuni rapporti esistenti fra le radici sensitive del midollo spinale e sulla perdita dell'eccitabilità delle medesime allorché sono disgiunte dai loro centri nutritivi”, Rivista scientifica, Siena, 1872
- “Alcune esperienze sulla trasfusione di sangue di diversa specie e da servire per la conoscenza dell'ematologia animale”, Rivista scientifica, Siena 1873
- “Dell'origine dei nervi del gransimpatico che influenzano la secrezione ed il circolo sanguigno della ghiandola sottomascellare, del loro modo d'azione e di quello dei nervi sensitivi sulla medesima”,Comunicazione fatta alla R. Accad. dei fisiocratici l'8 agosto 1875
- “Alimenti”, Enciclopedia medica italiana, Vallardi, Milano s.d. pp. 667–681 del vol. I (1)